# Porspoder
 Porspoder  es una población y comuna francesa, situada en la región de Bretaña, departamento de Finisterre, en el distrito de Brest y cantón de Ploudalmézeau.

## Geografía
Frente a su costa de la península de Saint-Laurent (espacio natural protegido) se encuentra el faro del Canal del Four.

## Demografía
| 1586 | 1461 | 1324 | 1309 | 1373 | 1567 |
| Para los censos de 1962 a 1999 la población legal corresponde a la población sin duplicidades (Fuente: INSEE [Consultar]) |      |      |      |      |      |